# Reine du Sud
Ne doit pas être confondu avec La Reine du sud.
Pour les articles homonymes, voir Queen of the south.
Reine du Sud (Queen of the South : Naissance d'une reine au Québec) est une série télévisée américaine adaptée du roman espagnol La Reina del Sur d'Arturo Pérez-Reverte. C'est une telenovela «à l’américaine», à la fois série criminelle et romance, tournée en anglais. Produite avec de gros moyens par NBCUniversal, elle cible initialement aussi bien le public hispanophone du continent américain que le public anglophone. Ensuite, elle est destinée à l'exportation internationale.
Aux États-Unis, elle est diffusée en anglais depuis le 23 juin 2016 sur USA Network; au Canada, depuis le 16 août 2016 sur Bravo!; au Québec, depuis le 31 mai 2017 sur Séries+; en Suisse, depuis le 26 août 2017 sur RTS Un. En France, elle est disponible sur Netflix depuis le 15 juin 2017.
Au début des années 2010 une première mouture de cette série a été réalisée en espagnol, dans un style telenovela, avec des capitaux principalement vénézuéliens et diffusée aux États-Unis par Telemundo sous le titre Reina del Sur. Telemundo est une chaine de télévision hispanophone implantée aux États-Unis, faisant partie du consortium NBCUniversal, de même que USA Network qui en a diffusé le remake à partir de 2016.

## Synopsis
Une jeune Mexicaine, Teresa Mendoza, rencontre Güero, neveu de Don Epifanio Vargas qui est à la tête du cartel de Sinaloa au Mexique. Amoureux, Teresa et Güero s'installent dans une sublime villa. Vargas, qui se présente aux élections pour le poste de Gouverneur, prend ses distances avec ses activités illégales, et Guëro se voit alors confier plus de responsabilités. La vie de Teresa bascule le jour où son petit ami est tué : elle doit fuir le pays. Aux États-Unis, elle est contrainte de rejoindre l'organisation de Camila Vargas, épouse de Don Epifanio, pour survivre et venger Guëro, tout en aidant son amie Brenda (dont le mari a également été tué) et son fils, exilés avec elle. Teresa sera entraînée dans l'agitation des affaires de Camila, qui règne sur la moitié du trafic de drogue du Texas, et qui est dans le viseur de la D.E.A…

## Distribution

### Acteurs principaux
- Alice Braga (VF : Alice Taurand) : Teresa Mendoza
- Hemky Madera (en) (VF : Stéphane Bazin) : Pote Galvez (saisons 2-5, invité saison 1)
- Peter Gadiot (VF : Franck Lorrain) : James Valdez (saisons 1-3 et 5, invité saison 4)
- Veronica Falcón (VF : Marie Vincent) : Camila Vargas (saisons 1-3)
- Molly Burnett (en) (VF : Anne Tilloy) : Kelly Anne Van Awken (saisons 3-5, invitée saison 2)
- Nick Sagar (VF : Franck Sportis) : l'inspecteur Alonzo Loya (saisons 2-3)
- Joaquim de Almeida (VF : Patrick Messe) : Don Epifanio Vargas (saisons 1-2, invité saison 3)
- Idalia Valles (VF : Zina Khakhoulia) : Isabella Vargas (saison 3, invitée saisons 1-2)
- Jon-Michael Ecker (en) (VF : Damien Ferrette) : Güero « El Güero » Davila (saison 2, récurrent saison 1, invité saisons 3-4)
- Yancey Arias (VF : Constantin Pappas) : Cortez (saison 3, récurrent saison 2)
- David Andrews (VF : Philippe Peythieu) : le juge Cecil Lafayette (saison 4, récurrent saison 5)
- Justina Machado (VF : Annie Milon) : Brenda Parra (saison 1, invitée saison 4)
- Alfonso Herrera (VF : Jérémie Covillault) : Javier Jiménez (saison 4, récurrent saison 3)
- Gerardo Taracena (es) (VF : Joël Zaffarano) : Cesar « Batman » Guëmes (saisons 1-2)

### Acteurs récurrents
- Joseph T. Campos (VF : Frédéric Popovic) : Boaz Jimenez
- James Martinez (en) : Gato Fierros (saison 1)
- Adolfo Alvarez : Tony Parra (saisons 1-2)
- Carlos Gómez : Javier Acosta
- Mark Consuelos (VF : Sylvain Agaësse) : Teo Aljarafe (saisons 1-2)
- Brett Cullen : Cole Van Awken (saison 2)
- Michel Duval (es) (VF : Alexandre Nguyen) : Enrique « Kique » Jiménez (saisons 2-3)
- Claudia Madriz Meza (VF : Lisa Caruso) : Little T (saisons 2-3)
- Martha Higareda (VF : Corinne Wellong) : Castel Fioto (saisons 2-3, invitée saison 4)
- Jamie Hector (VF : Jean-Baptiste Anoumon) : Devon Finch (saisons 2, 3 et 5)
- Ryan O'Nan (en) (VF : Thierry Kazazian) : le roi George (saisons 2-5)
- Chelsea Tavares (VF : Youna Noiret) : Birdie (saison 4)
- Pasha D. Lychnikoff : Kostya (saison 5)
- Eve Harlow (VF : Zina Khakhoulia) : Samara Volkova (saison 5)

### Invités
- Rafael Amaya : Aurelio Casillas (saisons 1-2)
- Ximena Duque : Eva (saison 2)
- Steven Bauer (VF : Michel Vigné) : « El Santo » (saisons 2-3)
- Jordi Mollà (VF : Cyrille Monge) : Rocco de la Pena (saison 3)
- Elvis Nolasco (VF : Stéphane Fourreau) : Oscar Polanko (saison 5)

- Version française
  - Société de doublage : VF Productions[7],[8]
  - Direction artistique : Laurence Sacquet[8]
  - Adaptation des dialogues : David Ribotti, Agnès Pauchet, Matthias Delobel, Thibault Longuet et Emeline Perego[8]

 Source et légende : version française (VF) sur RS Doublage et Doublage Séries Database

## Production

### Développement
Le 23 septembre 2014, USA Network commande un pilote de l'adaptation de la télénovela La Reine du sud.
Le 12 mai 2015, USA Network commande une première saison de treize épisodes.
Le 6 septembre 2016, la chaîne câblée USA Network, annonce la reconduction de la série pour une deuxième saison,. 
Le 3 avril 2017, le lancement de la deuxième saison est fixé au 8 juin 2017,.
Le 10 août 2017, la série est reconduite pour une troisième saison,. 
Le 1er octobre 2018, USA Network annonce la reconduction de la série pour une quatrième saison,.
Le 29 août 2019, la série est renouvelée pour une cinquième saison. Le tournage a été interrompu en mars 2020 en raison de la pandémie de Covid-19. Le 8 mars 2021, USA Network annonce qu'il s'agit de la dernière saison.

### Casting
L'annonce du casting a débuté le 23 octobre 2014, avec le choix d'Alice Braga pour le rôle de Teresa Mendoza. Le 25 novembre, Justina Machado rejoint la série dans le rôle de Brenda. Le 18 décembre, Hemky Madera obtient le rôle de Pote Galvez.
Le 15 janvier 2015, James Martinez obtient le rôle récurrent de Gato Fierros. Le 23 janvier, Joaquim De Almeida rejoint la distribution secondaire pour le personnage de Don Epifanio Vargas.
Le 30 septembre 2015, Peter Gadiot est annoncé dans le rôle de James Valdez. Le 19 octobre, Carlos Gómez, obtient le rôle récurrent de Javier Acosta.
En janvier 2016, Mark Consuelos vient étoffer la distribution récurrente en obtenant le rôle de Teo Aljarafe. Il est rejoint en mars 2016 par Rafael Amaya qui sera Aurelio Casillas.

## Épisodes

### Première saison (2016)
La première saison a été diffusée du 23 juin au 16 septembre 2016 sur USA Network, aux États-Unis.
1. Pilote / Bienvenue en Amérique (Piloto)
2. Quarante minutes / Quarante minutes chrono (Cuarenta Minutos)
3. Stratégie / Stratégie d'entrée (Estrategia De Entrada)
4. Le Muguet de mai (Lirio de los Valles)
5. Divergences / Une âme. Un plan. Deux futurs (Un Alma. Un Mapa. A Futuro)
6. Trahisons / La loi de la jungle (El Engano Como la Regla)
7. Birdman / Le sort s'acharne (El Hombre Pájaro)
8. Aller simple / Tour de passe-passe (Billete de Magia)
9. Responsabilités / Les affaires reprennent (Coge Todo lo Que Puede Llevar)
10. Histoires de familles / Retour au Mexique (Esta Cosa Que Es Nuestra)
11. Point de non-retour / Pari risqué (Punto Sin Retorno)
12. La Peur / Extorsion (Quinientos Mil)
13. Surprises / Terre brûlée (Cicatriz)

### Deuxième saison (2017)
Elle a été diffusée du 8 juin au 31 août 2017 sur USA Network, aux États-Unis.
1. Le corps du Christ (El Cuerpo De Cristo)
2. Dieu et l'avocat (Dios Y el Abogado)
3. Un pacte avec le diable (Un Pacto Con el Diablo)
4. Le baiser de Judas (El Beso De Judas)
5. L'aube de la Bolivie (El Nacimiento De Bolivia)
6. Le chemin de la mort (El Camino De la Muerte)
7. Le prix de la foi (El Precio De Fe)
8. Vider l'océan à la petite cuillère (Sacar Con Sifon el Mar)
9. Seul l'amour maternel (Sólo el Amor de Una Madre)
10. Faites entrer les clowns (Que Manden los Payasos)
11. La nuit obscure de l'âme (La Noche Oscura del Alma)
12. Toutes les heures blessent (Todas las Horas Hieren)
13. La dernière tue (La Última Hora Mata)

### Troisième saison (2018)
Elle est diffusée depuis le 21 juin 2018.
1. L'ermite (La Ermitaña)
2. Le pendu (El Colgado)
3. Reine d'or (Reina de Oros)
4. La force (La Fuerza)
5. Le procès (El Juicio)
6. Les amoureux (Los Enamorados)
7. Reine des épées (Reina de Espadas)
8. La voiture (El Carro)
9. Le diable (El Diablo)
10. La mort (La Muerte)
11. Dix boissons (Diez de Copas)
12. Justice (Justicia)
13. Le monde (El Mundo)

### Quatrième saison (2019)
Elle est diffusée depuis le 6 juin 2019.
1. Bienvenue à la Nouvelle-Orleans (Bienvenidos a Nuevo Orleans)
2. Une affaire de famille (Un Asunto de Familia)
3. L'hospitalité du Sud (Hospitalidad Sureña)
4. La malédiction (La Maldición)
5. Une soirée entre filles (Noche de las Chicas)
6. La femme dans le miroir (La Mujer en el Espejo)
7. Amours chiennes (Amores Perros)
8. Secrets et mensonges (Secretos y Mentiras)
9. Les péchés de nos pères (Los Pecados de los Padres)
10. Ce que tu crains (Lo Que Más Temes)
11. Pendant que tu dormais (Mientras Dormías)
12. Déesse de la guerre (Diosa de la Guerra)
13. Ils viennent pour toi (Vienen Por Ti)

### Cinquième saison (2021)
Cette saison, qui sera la dernière, est diffusée à partir du 7 avril 2021.
1. Fantasmes (Fantasmas)
2. Je prends Manhattan (Me Llevo Manhattan)
3. Ne perdez pas la tête (No Te Pierdas La Cabeza)
4. La situation (La Situacion)
5. Plus d'argent, plus de problèmes (Mas Dinero Mas Problemas)
6. Argent ou plomb (Plata o Plomo)
7. Le Renard dans le poulailler (El Zorro en La Gallinera)
8. Tout ce que je touche (Todo Lo Que Toco)
9. Pare-balles (A Prueba de Balas)
10. Le final (El Final)

## Accueil

### Critique
Aux États-Unis, la première saison est accueillie de façon favorable par la critique. L'agrégateur de critiques Metacritic lui accorde une note de 59 sur 100, basée sur la moyenne de 15 critiques. Sur le site Rotten Tomatoes, elle obtient une note moyenne de 69 %, sur la base de 16 critiques.

### Audiences

#### Aux États-Unis
L'épisode pilote, diffusé le 23 juin 2016, a réalisé une audience de 1,39 million de téléspectateurs avec un taux de 0,45 % sur les 18-49 ans. Le final de la première saison réalise la deuxième meilleure audience de la saison en réunissant 1,35 million de téléspectateurs avec un 0,40 % sur la cible fétiche des annonceurs. En moyenne les treize épisodes qui composent la première saison ont réuni 1,22 million de téléspectateurs avec un taux de 0,39 % sur la cible commerciale.